# 班尼斯特 (密蘇里州)
班尼斯特（英語：Bannister）是位於美國密蘇里州康登縣的非建制地區。

## 歷史
班尼斯特的郵局於1893年設立，其後於1916年停運。

## 地理
班尼斯特所處的海拔為高於海平面228米（即748英呎），而該地所採用的時區為UTC-6，即北美中部時區（CST）。同時該地設有夏令時間，為UTC-6調快一小時，即UTC-5（CDT）。